# Foorwijf!
Foorwijf! is een nummer van de Vlaamse rockgroep The Clement Peerens Explosition. 
Het lied veroorzaakte commotie bij de echte kermisvrouwen, hoewel het lied niet over hen ging. De term is een Antwerps dialectwoord voor "een arrogante, pretentieuze en snobistische vrouw".
Het liedje verscheen tevens op het debuutalbum Vindegij Mijn Gat (Ni te Dik in deze Rok) uit 1999.

## Tracklist

### CD-Maxi
1. Foorwijf!
2. Pinokkio
3. Als Ik Er Ene Geef
4. Beats of Love (ft. Daisy Aertbeliën)
5. Jezus WWD!

## Hitnotering
| Foorwijf in de Ultratop 50 - binnen: 1 april 1995 | Foorwijf in de Ultratop 50 - binnen: 1 april 1995 | Foorwijf in de Ultratop 50 - binnen: 1 april 1995 | Foorwijf in de Ultratop 50 - binnen: 1 april 1995 | Foorwijf in de Ultratop 50 - binnen: 1 april 1995 | Foorwijf in de Ultratop 50 - binnen: 1 april 1995 | Foorwijf in de Ultratop 50 - binnen: 1 april 1995 | Foorwijf in de Ultratop 50 - binnen: 1 april 1995 | Foorwijf in de Ultratop 50 - binnen: 1 april 1995 | Foorwijf in de Ultratop 50 - binnen: 1 april 1995 | Foorwijf in de Ultratop 50 - binnen: 1 april 1995 | Foorwijf in de Ultratop 50 - binnen: 1 april 1995 | Foorwijf in de Ultratop 50 - binnen: 1 april 1995 | Foorwijf in de Ultratop 50 - binnen: 1 april 1995 |
| Week                                              | 1                                                 | 2                                                 | 3                                                 | 4                                                 | 5                                                 | 6                                                 | 7                                                 | 8                                                 | 9                                                 | 10                                                | 11                                                | 12                                                | 13                                                |
| ------------------------------------------------- | ------------------------------------------------- | ------------------------------------------------- | ------------------------------------------------- | ------------------------------------------------- | ------------------------------------------------- | ------------------------------------------------- | ------------------------------------------------- | ------------------------------------------------- | ------------------------------------------------- | ------------------------------------------------- | ------------------------------------------------- | ------------------------------------------------- | ------------------------------------------------- |
| Nummer                                            | 47                                                | 38                                                | 26                                                | 29                                                | 28                                                | 18                                                | 23                                                | 21                                                | 27                                                | 43                                                | 45                                                | 40                                                | uit                                               |

## Meewerkende muzikanten
- Muzikanten:
  - Clement Peerens (gitaar, zang)
  - Daisy Aertbeliën (zang)
  - Sylvain Aertbeliën (basgitaar)
  - Vettige Swa (drums)